# Aulosaccus ijimae
Aulosaccus ijimae är en svampdjursart som först beskrevs av Schulze 1899.  Aulosaccus ijimae ingår i släktet Aulosaccus och familjen Rossellidae. Inga underarter finns listade i Catalogue of Life.